# Jesús Montero Delgado
Jesús Montero Delgado (Mataporquera, Cantabria, 4 de septiembre de 1963) es un político español, miembro de Podemos.

## Biografía
Aunque nació en Mataporquera, su familia se mudó a Santander cuando tenía solo ocho meses de edad, donde su padre trabajó como conserje. Con 15 años, durante las protestas estudiantiles por los Estatutos de Centros y la LAU, comenzó a militar en las Juventudes Comunistas. En 1982 se trasladó a Madrid para estudiar Sociología en la universidad. En el tercer congreso de la UJCE celebrado en 1984 fue elegido secretario general. Puesto que ocupó hasta 1989. Participó en la fundación de Izquierda Unida, siendo candidato al Senado por esta formación en 1986.
Fue miembro de la Comisión Civil Internacional de Observación de los Derechos Humanos en Chiapas en 1998. Participó en los movimiento antiglobalización, estando en Praga en 2000 y Foro Social Transatlántico de 2002 en Madrid.
En 2014, participó en la fundación de Podemos. En enero de 2015 fue elegido secretario municipal de Podemos en Madrid.